# Happiness ~Koufuku Kangei!~

Coperta Happiness ~Koufuku Kangei!~

"Happiness ~Koufuku Kangei!~" (ハピネス　～幸福歓迎！～?) - (Fericire! ~Bine ai venit Fericire!~) este al patrulea single al trupei Berryz Kobo. A fost lansat pe 25 august, iar DVD-ul single V pe 8 septembrie 2004.

## Track List

### CD
1. Happiness ~Koufuku Kangei!~ (ハピネス　～幸福歓迎！～) 
2. Yuujou Junjou oh Seishun (友情　純情　oh　青春 - Prietenie Naivitate Oh Tinerețe) 
3. Happiness ~Koufuku Kangei!~ (Instrumental) (ハピネス　～幸福歓迎！～ (Instrumental))

### Single V
1. Happiness ~Koufuku Kangei!~ (ハピネス　～幸福歓迎！～) 
2. Happiness ~Koufuku Kangei!~ (Close-Up Ver.) (ハピネス　～幸福歓迎！～(Close-Up Ver.)) 
3. Making Of (メイキング映像)

## Credite
1. Happiness ~Koufuku Kangei!~ (ハピネス　～幸福歓迎！～) 
- Versuri: Tsunku (つんく)
- Compoziție: Tsunku(つんく)
- Aranjare: Morio Takashi (森尾崇)

2. Yuujou Junjou oh Seishun (友情　純情　oh　青春) 
- Versuri: Tsunku (つんく)
- Compoziție: Tsunku (つんく)
- Aranjare: Suzuki Shunsuke (鈴木俊介)

## Interpretări în concerte

### Happiness ~Koufuku Kangei!~
- 2004 Natsu First Concert Tour "W Stand-by! Double U & Berryz Koubou!"
- 2005 Shoka Hatsutandoku ~Marugoto~
- 2005nen Natsu W & Berryz Koubou Concert Tour "HIGH SCORE!" (împreună cu W)
- Berryz Koubou Live Tour 2005 Aki ~Switch ON!~
- Berryz Koubou Concert Tour 2006 Haru ~Nyoki Nyoki Champion!~
- 2007 Sakura Mankai Berryz Koubou Live ~Kono Kandou wa Nidoto Nai Shunkan de Aru!~
- Berryz Koubou Concert Tour 2007 Natsu ~Welcome! Berryz Kyuuden~
- Berryz Koubou Concert Tour 2009 Haru ~Sono Subete no Ai ni~

### Yuujou Junjou oh Seishun
- 2004 Natsu First Concert Tour "W Stand-by! Double U & Berryz Koubou!"
- 2005 Shoka Hatsutandoku ~Marugoto~ (VTR)
- Hello! Project Winter 2007 ~Wonderful Hearts Otome Gocoro~ (împreună cu °C-ute)
- Hello! Project 2007 Winter ~Shuuketsu! 10th Anniversary~ (împreună cu °C-ute, Morning Musume și v-u-den)
- Berryz Koubou Summer Concert Tour "Natsu Natsu! ~Anata wo Suki ni Naru Sangenzoku~"
- Berryz Koubou & °C-ute Nakayoshi Battle Concert 2008 Haru ~Berryz Kamen vs Cutie Ranger~ (împreună cu °C-ute)
- Berryz Koubou Concert Tour 2008 Aki ~Berikore!~
- Berryz Koubou Concert Tour 2009 Haru ~Sono Subete no Ai ni~